# Arve Arvesen
Arve Arvesen, född 12 september 1869, död 1951, var en norsk violinist. Arve Arvesen var son till skolmannen Olaus Arvesen.
Efter studiern i bland annat Leipzig, Paris och Bryssel (för Eugène Ysaÿe) var Arvesen verksam som konsertmästare på olika orter, sedan 1905 i Oslo. 1917 grundade han en stråkkvartett, Kammermusikforeningen, vilken genom konserter inte bara i Norge utan även utomlands försökte verka för kännedomen om norsk kammarmusik.